# Колядин, Георгий Иванович
Георгий Иванович Колядин (25 марта 1902 года, с. Дмитриевское, Стрелецкая волость, Ефремовский уезд, Тульская губерния — неизвестно) — советский военный деятель, полковник (1943 год).

## Начальная биография
Георгий Иванович Колядин родился 25 марта 1902 года в селе Дмитриевское Стрелецкой волости Ефремовского уезда Тульской губернии.

## Военная служба

### Довоенное время
1 марта 1924 года призван в ряды РККА и направлен в 251-й стрелковый полк, после окончания курса молодого бойца при котором в апреле того же года переведён в караульную роту по охране Тульских оружейных заводов.
В августе 1925 года Г. И. Колядин направлен на учёбу в Объединённую военную школу имени ВЦИК, во время которой с сентября 1927 года служил командиром отделения. После окончания школы в сентябре 1928 года направлен в 1-й стрелковый полк в составе Московской Пролетарской стрелковой дивизии, где служил на должностях командира пулемётного и стрелкового взводов, политрука роты. 21 августа 1929 года направлен на учёбу на курсы «Выстрел», после окончания которых 30 сентября этого же года вернулся в 1-й стрелковый полк, в составе которого служил на должностях командира взвода в составе учебного батальона, командира стрелковой роты, помощника командира огневой роты, командира и политрука учебной роты, начальника хозяйственного довольствия полка.
В декабре 1933 года Г. И. Колядин переведён в ОКДВА, где назначен на должность помощника командира по материальному обеспечению 1-го отдельного воздузоплавательного отряда аэростатов заграждения, в июне 1936 года — на должность начальника тыла 63-го отдельного корпусного авиаотряда, в июне 1937 года — на должность начальника строевого отделения и кадров 26-й авиабригады, а в июне переведён на эту же должность в составе 20-й авиабригады ВВС 2-й отдельной Краснознамённой армии.
В ноябре 1939 года назначен на должность командира батальона курсантов в составе Московского Краснознамённого пехотного училища, а в апреле 1941 года — на должность начальника курса в Военно-юридической академии Красной Армии.

### Великая Отечественная война
С началом войны Г. И. Колядин находился на прежней должности. В декабре 1941 года назначен на должность начальника кафедры огневой и строевой подготовки, а в мае 1942 года — на должность помощника начальника Военно-юридической академии по строевой части.
С сентября 1942 года находился в распоряжении Главного управления кадров НКО и в октябре назначен на должность командира 949-го стрелкового полка в составе 259-й стрелковой дивизии, находившейся на станции Кушуба (Северная железная дорога) в резерве Ставки Верховного Главнокомандования. В январе — феврале 1943 года дивизия была передислоцирована на Юго-Западный фронт, где включена в состав 3-й гвардейской армии, после чего принимала участие в ходе Ворошиловградской наступательной операции, а с 8 апреля вела оборонительные боевые действия по реке Северский Донец в районе Красный Лиман, Славяносербск. С августа дивизия вела наступательные боевые действия в ходе Изюм-Барвенковской, Донбасской и Запорожской наступательных операций, в ходе которых были освобождены населённые пункты Золотое, Горское, Попасная, Артёмовск и Горловка.
В сентябре 1943 года полковник Г. И. Колядин назначен на должность заместителя командира 259-й стрелковой дивизии, которая вскоре принимала участие в Запорожской наступательной операции, в результате которой вышла на Никопольский плацдарм, на котором вела оборонительные боевые действия. С 3 февраля 1944 года принимала участие в ходе Никопольско-Криворожской и форсирования Днепра южнее Никополя.
Полковник Г. И. Колядин 1 марта 1944 года был тяжело ранен, после чего лечился в госпитале. После выздоровления 7 августа направлен на 3-й Украинский фронт, где 16 августа назначен на должность командира 244-й стрелковой дивизии, которая принимала участие в ходе Ясско-Кишинёвской наступательной операции и в сентябре через Румынию была передислоцирована в район болгарского города Казанлык.
С 13 декабря находился в распоряжении Верховного Главнокомандования при Высшей военной академии имени К. Е. Ворошилова и в апреле 1945 года был зачислен на учёбу на ускоренный курс при этой же академии.

### Послевоенная карьера
После окончания учёбы в январе 1946 года назначен на должность преподавателя кафедры пехоты и методики боевой подготовки Военной академии имени М. В. Фрунзе, в июле — на должность заместителя командира 19-й гвардейской стрелковой бригады, дислоцированной в Калинине.
В феврале 1950 года переведён в Военный институт иностранных языков, где назначен на должность старшего преподавателя тактики, в марте того же года — на должность старшего преподавателя тактики на курсах усовершенствования и подготовки начальников отделений и отделов кадров соединений Советской армии при этом же институте, а в сентябре 1953 года — на должность старшего преподавателя общевойсковой подготовки на военной кафедре МГИМО.
Полковник Георгий Иванович Колядин 19 января 1956 года вышел в запас.

## Награды
- Орден Ленина (20.06.1949);
- Три ордена Красного Знамени (03.11.1944, 10.07.1944, 05.11.1954);
- Орден Кутузова 3 степени (20.01.1944);
- Орден Отечественной войны 1 степени (31.08.1944);
- Медали.